# Kaihua

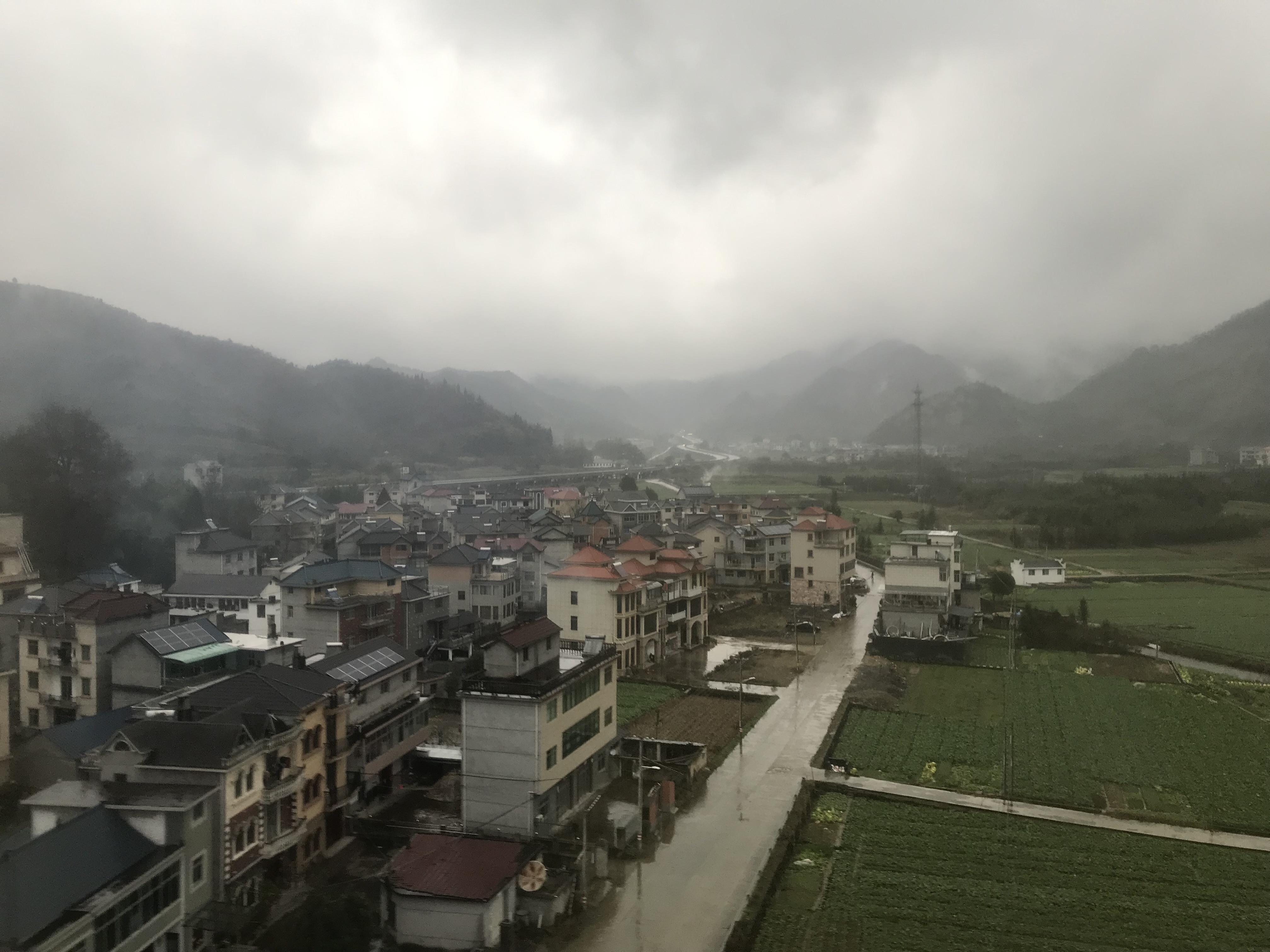
Yanglin, Kaihua

Der Kreis Kaihua (chin. 开化县; Pinyin: Kāihuà Xiàn) ist ein Kreis der bezirksfreien Stadt Quzhou in der chinesischen Provinz Zhejiang. Er hat eine Fläche von 2.232 Quadratkilometern und zählt 258.810 Einwohner (Stand: Zensus 2020). Sein Hauptort ist die Großgemeinde Chengguan 城关镇.

## Administrative Gliederung
Auf Gemeindeebene setzt sich der Kreis aus neun Großgemeinden und neun Gemeinde zusammen. 